# Powder River (Yellowstone River)
Der Powder River ist ein 690 Kilometer langer Nebenfluss des Yellowstone River im südöstlichen Montana und im nordöstlichen Wyoming in den Vereinigten Staaten. Den Namen Powder River (Pulver-Fluss) bekam er, weil die Sandbänke am Fluss Schießpulver ähneln.
Das Quellgebiet des Flusses liegt im Osten von Wyoming in den Bighorn Mountains. Der Powder River entsteht am Zusammenfluss von Middle Fork Powder River und North Fork Powder River nahe der Ortschaft Kaycee. Nach 690 Kilometern mündet er als dessen längster Nebenfluss in den Yellowstone River. Nach dem Fluss sind das Powder River County in Montana sowie das Powder River Basin benannt. Im Becken des Flusses liegen der größte Kohle-Tagebau der USA, der North Antelope Rochelle Complex und die ältere Black Thunder Mine. Sie lieferten im Jahr 2014 zusammen 22 % der Gesamt-Kohle-Förderung.

## Verlauf
Der Powder River entsteht durch den Zusammenfluss seiner beiden Quellflüsse North Fork Powder River und Middle Fork Powder River in den östlichen Ausläufern der Bighorn Mountains auf einer Höhe von 1391 m, etwa 7 km östlich von Kaycee im Johnson County in Wyoming. Von dort fließt er zunächst in östliche Richtung und erhält mit South Fork Powder River und Salt Creek von rechts zwei seiner längsten Zuflüsse. Der Fluss unterquert den Wyoming Highway 192 und wendet sich nach Norden. Mit stark mäandrierendem Verlauf fließt der Powder River durch das nach ihm benannte Powder River Basin in den Great Plains, erhält zahlreiche unbedeutende Zuflüsse und unterquert bei Einmündung des Dead Horse Creek die von Gillette nach Buffalo verlaufende Interstate 90. Weiter nördlich erhält er von links den Crazy Woman Creek, erreicht das Sheridan County und unterquert den U.S. Highway 14. Mit dem Clear Creek erhält der Fluss daraufhin seinen wasserreichsten Nebenfluss, bevor er sich nach Nordosten wendet, für wenige Kilometer durch das Campbell County fließt und das Powder River County in Montana erreicht. Stark mäandrierend verläuft der Powder River weiterhin durch die Prärien Montanas, passiert die Kleinstadt Broadus und unterquert den U.S. Highway 212. Kurz darauf fließt mit dem Little Powder River von rechts der längste Zufluss hinzu. Im nördlich anschließenden Custer County wendet sich der Fluss nach Nordwesten, erhält mit dem Mizpah Creek seinen letzten längeren Nebenfluss und wendet sich für die letzten Kilometer nach Norden. Der Powder River unterquert den U.S. Highway 12, erreicht kurz vor seiner Mündung das Prairie County und mündet nach Unterqueren der Interstate 94 nach insgesamt 690 Kilometern auf einer Höhe von 683 m in den hier nach Nordosten fließenden Yellowstone River.

## Hydrologie
Der Powder River ist als Nebenfluss des Yellowstone River Teil des Einzugsgebietes des Missouri, der über den Mississippi in den Golf von Mexiko entwässert. Das Einzugsgebiet des Powder River hat eine Fläche von etwa 34.700 km² und grenzt an die Einzugsgebiete von O'Fallon Creek, Little Missouri River, Belle Fourche River und Antelope Creek im Osten, Dry Fork Cheyenne River im Südosten, North Platte River und Casper Creek im Süden, Poison Creek und Badwater Creek im Südwesten sowie Nowood River, Tensleep Creek, Paint Rock Creek, Tongue River, Hanging Woman Creek, Otter Creek und Pumpkin Creek im Westen. Der mittlere Abfluss am Pegel bei Locate, 49 km oberhalb der Mündung, beträgt 15,98 m³/s, die größten Abflüsse finden sich in den Monaten März, Mai und Juni.